# Rémy Goalard
Pas d'image ? Cliquez ici

a Compétitions nationales et continentales officielles uniquement.

Rémy Goalard, né le 3 août 1901 à Soustons et mort pour la France à Villenave-d'Ornon le 15 septembre 1944, est un joueur français de rugby à XV qui évolue au poste de troisième ligne. Il joue au sein de l'effectif du club français de l'AS Soustons de 1918 à 1938. Il entre dans la résistance intérieure française pendant la Seconde Guerre mondiale.

## Biographie

### Jeunesse
Rémy Goalard est le fils de Pierre et Marie Pinsolle. Alors âgé de 13 ans lorsque la Première Guerre mondiale éclate, ses trois frères sont mobilisés. Deux d'entre eux décèdent lors du conflit, alors que le troisième revient gravement affaibli et malade.

### Carrière sportive
Rémy Goalard intègre en 1918 l'école de rugby de l'AS Soustons, club de rugby à XV de sa ville natale, évoluant au poste de troisième ligne. Il exerce dans sa vie extra-sportive le métier d'ouvrier forestier. En 1927, il est appelé à disputer au sein d'une sélection du comité Côte basque-Landes une rencontre contre les Māori de Nouvelle-Zélande à Bayonne. Il arrête sa carrière de joueur en 1938, avant d'entraîner le club.

### Seconde Guerre mondiale
À l'aube de la Seconde Guerre mondiale, Goalard rejoint son unité militaire avant d'être démobilisé en août 1940. En 1942, il intègre le mouvement Libération-Nord de la résistance intérieure française, en tant qu'agent de liaison et de renseignements ; il est sous-lieutenant de l'Armée secrète, puis dans les Forces françaises de l'intérieur,. Le 27 août 1944, il est en première ligne dans le secteur de la pointe de Grave, en tant que chef de section de la compagnie Doussy dans le corps franc Léon des Landes,. Le 14 septembre, il participe au combat de Montalivet, au cours duquel il est grièvement blessé par des éclats d'obus de mortier ; évacué vers l'hôpital Robert-Piqué de Villenave-d'Ornon, Goalard meurt de ses blessures le lendemain, le 15 septembre 1944,,
Le stade de Soustons construit en 1938 porte le nom de Rémy Goalard en sa mémoire, alors qu'une stèle à son nom y est inaugurée en 2015.

## Décorations
Rémy Goalard est cité à l'ordre de l'armée le 20 septembre 1946, à l'ordre de la division le 15 janvier 1947. Il obtient à titre posthume la Croix de guerre 1939-1945 avec palme et étoile d'argent. Il est nommé au grade de chevalier de la Légion d'honneur le 16 mars 1954.